# Dona de casa
Dona de casa (pré-AO 1990: dona-de-casa) é o termo, em direito do trabalho e previdenciário que define a mulher que, casada ou não, trabalha exclusivamente para a própria família, não exercendo atividade remunerada, ou esta não pode ser considerada habitual e principal.

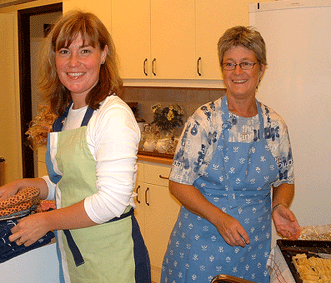
Duas mulheres cozinhando.

A renda familiar provêm do trabalho de outro elemento do núcleo familiar.
Dentre os trabalhos efetuadas pela dona de casa, tem-se:
- manter a casa limpa e organizada, realizando esse trabalho pessoalmente, ou delegando essa tarefa a outra pessoa;
- fazer compras para atender as necessidades da casa;
- preparar o cardápio e fazer as refeições da família;
- comprar e cuidar das roupas de todos os membros da família;
- supervisionar a educação dos filhos;
- organizar diversão para a família.

## No Brasil
A profissão, no Brasil, é regulamentada pela Lei 8.212 de 24 de julho de 1991, para fins de previdência social. A lei assegura-lhe alguns benefícios já garantidos aos demais trabalhadores, como aposentadoria por invalidez, por idade, e por tempo de serviço. Para fazer jus a direitos como auxílio-doença, precisa ter no mínimo 12 meses de contribuição previdenciária; para receber o salário-maternidade, são necessários dez meses.
Ressalta-se que a aposentadoria por idade ocorre aos 60 anos; por tempo de serviço, após 30 anos de contribuição previdenciária.

## Opiniões económicas
Alguns economistas feministas (especialmente aqueles que defendem o materialismo histórico) defendem a opinião em que o valor da actividade das donas de casa não é considerado na maioria das estimativas de produção económica, como o PIB ou as estatísticas de emprego. Isso pode ser visto no facto de as donas de casa trabalharem muitas horas nas semanas, e dependerem do salário do marido ou companheiro.